# Дерезоватский сельский совет
Дерезоватский сельский совет (укр. Дерезуватська сільська рада) — входит в состав
Синельниковского района
Днепропетровской области
Украины.
Административный центр сельского совета находится в 
с. Дерезоватое.

## Населённые пункты совета
- с. Дерезоватое
- с. Дорогое
- с. Луговое
- пос. Степовое
- с. Широкосмоленка